# Автостоп

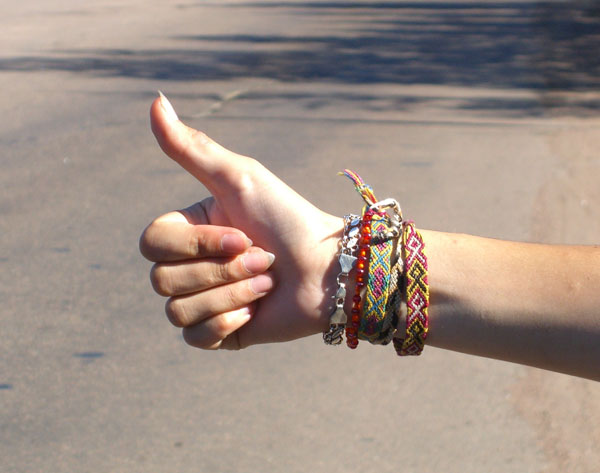
Понимаемый во многих странах жест автостопа (не путать с жестом лайк)

Автостоп — бесплатное передвижение на попутном транспорте с согласия водителя. Изначально автостоп был возможен только на попутных автомашинах, однако позже развился автостоп на других видах транспорта. Безбилетный проезд в маршрутном транспорте не считается автостопом, если на это не получено согласие водителя (машиниста/кондуктора).

## Принципы автостопа

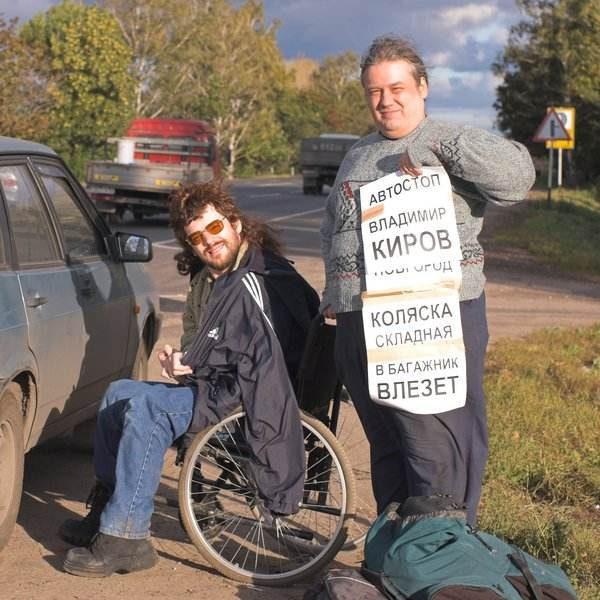
Автостоп в России

- Основным принципом автостопа является взаимная выгода (осознаваемая или нет) участников[источник не указан 1664 дня]. Как правило, основной пользой, извлекаемой водителем из автостопщика, является общение. На дальнем маршруте — общение, избавляющее от однообразия дороги и позволяющее не заснуть.
- Неформальность — одна из важных сторон автостопа.
- Доверие. Водитель допускает автостопщика в очень узкое, практически личное пространство.

## Особенности
Значительным количеством людей, использующими данный вид путешествия, автостоп воспринимается как искусство или вид спорта, успех в котором зависит от многих факторов и навыков, таких как умение общаться с людьми, выбор правильного места для голосования и высадки из транспортного средства, соответствующая одежда, владение иностранными языками и др. Также достаточно значительную роль играют пол и количество автостопщиков — водители обычно более охотно берут женщин, чем мужчин. В большинстве стран автостоп подразумевает, что путешествующий денег водителю не платит. Если водитель планирует взять деньги с путешественника, то данный момент обычно обговаривается перед посадкой.

### Безопасность

Знак запрета автостопа, встречающийся в некоторых странах

Зачастую встречается мнение, что автостоп — это совершенно безопасно, об этом говорится в некоторых книгах и фильмах об автостопе. Исследование безопасности автостопа, в котором участвовали 80 человек из России, Украины и Белоруссии показало, что каждый третий автостопщик становился жертвой преступления или несчастного случая.
Существует большое количество разнообразных течений и клубов тематики автостопа, и отношение к безопасности у них совершенно разное: от полной свободы и безответственности до длительных курсов обучения.

## Внешний вид автостопщика

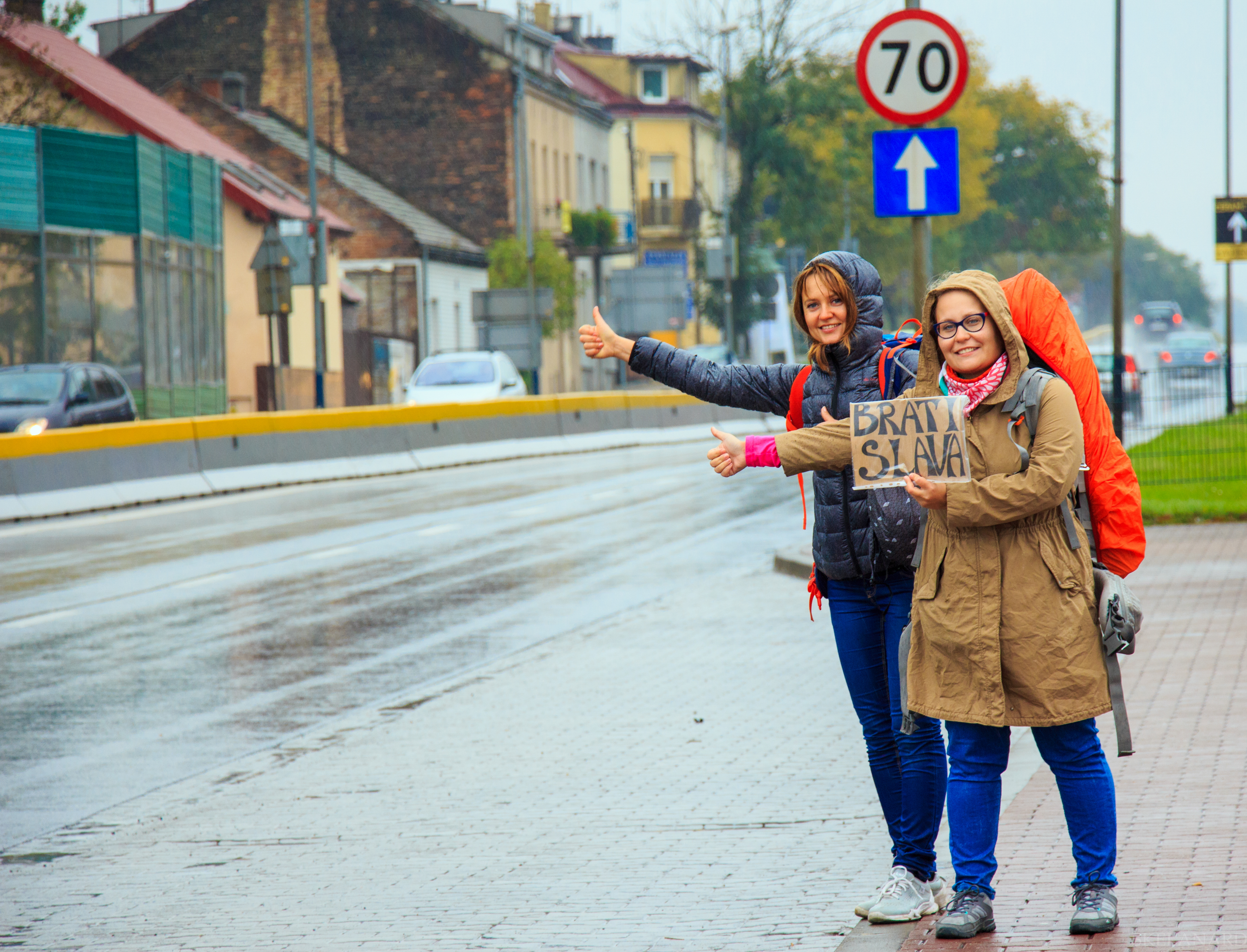
Автостоп в Кракове, Польша. Одна из автостопщиц держит в руках табличку с указанием места назначения

Одним из главных отличительных признаков автостопщика является рюкзак. Объёмы и типы рюкзаков сильно разнятся от расстояний и стиля передвижения, планируемого автостопщиком. Как правило, автостопщики одеты в яркую одежду, преимущественно жёлтую, оранжевую, «кислотного» цвета. Яркие цвета одежды позволяют снизить опасность быть сбитыми невнимательным водителем, особенно в тёмное время суток, а также снизить среднее время ожидания машины и повысить среднюю скорость езды. Зачастую для ночного передвижения автостопщики используют светоотражающие полоски на одежде и рюкзаке, катафоты, налобные фонари. Также у автостопщика в руках может находиться табличка с указанием пункта назначения или номера автомобильной дороги, по которой пролегает маршрут поездки.

## История
Путешествие на попутном транспорте практиковалось людьми с древних времён. Появление автостопа в современном виде совпадает с появлением первого автомобильного транспорта в начале XX века. Изначально автостоп носил стихийный характер. В 1950-е годы—1960-е годы большую роль в развитие автостопа внесли субкультуры битников и хиппи, которым автостоп давал возможность путешествовать и знакомиться с разными людьми, не тратя денег, в которых они обычно испытывали недостаток.
В СССР автостоп был популярен и поощрялся такими официальными организациями, как комсомол и ГАИ. Союз автостопщиков был основан в 1960 году.
В 2014—2015 годах социальный робот hitchBOT успешно путешествовал по Европе и Канаде автостопом.

## Глоссарий
Русскоязычные автостопщики (употребляются также термины «стопщик» и «стоппер») используют собственный сленг, часть которого заимствована из сленга хиппи и дальнобойщиков.
Отдельные общеизвестные слова:
- Вписка/флэт[3] — временная остановка в пути следования, предполагающая ночлег в доме у местного жителя (часто у другого автостопщика).
- Эльба — слёт автостопщиков.
- Драйвер (от англ. driver, водитель) — водитель автомобиля.
- Стопник — атлас автомобильных дорог.
- Рингушник — самостоятельно наполняемый телефонный справочник людей, у которых можно остановиться на ночлег.
- Деньготряс, деньгопрос — водитель, пытающийся подвезти за деньги.
- Позиция, точка — место, удобное для голосования, около которого автостопщика видно издалека, скорость проезжающих машин невелика, водителю удобно останавливаться (например, за постом ДПС, железнодорожным переездом, заправкой, поворотом и т. п.).
- Тюлень — обыватель, добирающийся до дачи и т. п. и составляющий конкуренцию автостопщику на окраинах населённых пунктов. Тюленем зовётся за безвольно приподнятую, расслабленную, как ласта, руку (в противоположность автостопщику, энергично голосующему).
- Собака — электричка.
- Сопы (аббр.), фликеры — светоотражающие полосы (таковые, например, используются дорожными рабочими и полицейскими на специальных накидках — сигналках).
- Локал (от англ. local, местный) — водитель, который подвозит автостопщика недалеко (до ближайшей деревни, дачи и т. п.).
- Зашитый — грузовой автомобиль, как правило, принадлежащий крупной транспортной фирме, с ограничителем скорости («зашит на 85»).
- Дорожная грамота — бумага, имитирующая официальный документ, как правило содержащая сведения о ФИО путешественника, целях его поездки («исследования культуры и быта населения» и т. д.) и предназначенная для облегчения общения с представителями власти в некоторых странах.

## В искусстве
- Автостоп описывается в романах таких писателей-битников как Джек Керуак («В дороге», 1957; «Бродяги Дхармы», 1958) и Аллен Гинзберг.
- Автостопом по Галактике (с 1979 года) — серия романов Дугласа Адамса.
- Тема автостопных путешествий нашла широкое отражение в творчестве московского поэта, автора-исполнителя и рок-барда Александры Павловой (сценический псевдоним Кошка Сашка): песни «Автостопная», «Ночной междугородний» и др. Многочисленные истории, которые произошли с ней во время её путешествий с концертами по России, легли в основу текстов песен альбома «Моё междугородье», вышедшего в свет в 2013 году.
- В 1990 году был снят фильм «Автостоп», рассказывающий об итальянце-автогонщике, испытывающем в зимнем СССР «Fiat», и духовном перерождении, которое произошло с ним в русской глубинке.
- Теме автостопа посвящены три песни Александра Непомнящего, известного русского поэта, рок-барда («Автостопная 1», «Автостопная 2», «Автостопная 3»).
- Даже девушки-ковбои иногда грустят — фильм 1993 года с Умой Турман в главной роли о девушке с огромными большими пальцами на руках, что помогает ей путешествовать автостопом.
- Автостопом по фазе сна — один из проектов Кишлака.